# Sci di fondo al XIV Festival olimpico invernale della gioventù europea
Le gare di sci di fondo al XIV Festival olimpico invernale della gioventù europea si sono svolte dall'11 al 15 febbraio 2019 al Veliko polje di Igman in Bosnia ed Erzegovina.

## Calendario
| Date        | Tempo (UTC+1) | Evento                            |
| ----------- | ------------- | --------------------------------- |
| 11 febbraio | 10:00         | 7.5 km tecnica classica - Ragazze |
| 11 febbraio | 12:00         | 10 km tecnica classica - Ragazzi  |
| 12 febbraio | 10:00         | 5 km tecnica libera - Ragazze     |
| 12 febbraio | 12:00         | 7.5 km tecnica libera - Ragazzi   |
| 14 febbraio | 10:30 13:00   | Sprint - Ragazze                  |
| 14 febbraio | 11:20 13:00   | Sprint - Ragazzi                  |
| 15 febbraio | 10:30         | Staffetta mista 4x5 km            |

## Podi

### Ragazzi
| Evento                            | Oro                   | Tempo   | Argento        | Tempo   | Bronzo          | Tempo   |
| 10 km tecnica classica (dettagli) | Florian Perez         | 30:37.8 | Julien Arnaud  | 30:55.9 | Gaspard Rousset | 32:26.8 |
| 7,5 km tecnica libero (dettagli)  | Martin Kirkeberg Mørk | 19:47.3 | Edvard Sandvik | 19:55.3 | Cla-Ursin Nufer | 20:00.3 |
| Sprint (dettagli)                 | Andreas Bergsland     | 3:12.92 | Artem Maximov  | 3:12.25 | Sergej Volkov   | 3:08.31 |

### Ragazze
| Evento                             | Oro            | Tempo   | Argento        | Tempo   | Bronzo              | Tempo   |
| 7,5 km tecnica classica (dettagli) | Anja Weber     | 25:22.5 | Nadja Kälin    | 25:52.0 | Monika Skinder      | 26:10.9 |
| 5 km tecnica libera (dettagli)     | Anja Weber     | 14:51.5 | Alena Baranova | 15:02.9 | Helen Hoffmann      | 15:04.3 |
| Sprint (dettagli)                  | Monika Skinder | 3:34.04 | Alena Baranova | 3:31.48 | Sigrid Leseth Føyen | 3:45.93 |

### Misti
| Evento                            | Oro                                                                                 | Tempo     | Argento                                                            | Tempo     | Bronzo                                                        | Tempo     |
| Staffetta mista 4x5 km (dettagli) | Norvegia Lars Agnar Hjelmeset Margrethe Bergane Martin Kirkeberg Mørk Ebba Andresen | 1:02:01.4 | Russia Egor Lonchakov Alena Baranova Sergey Volkov Ekaterina Meged | 1:02:05.8 | Svizzera Nicola Wigger Nadja Kälin Cla-Ursin Nufer Anja Weber | 1:02:13.4 |

## Medagliere
| Pos.   | Paese    | Oro | Argento | Bronzo | Totale |
| ------ | -------- | --- | ------- | ------ | ------ |
| 1.     | Norvegia | 3   | 1       | 1      | 5      |
| 2.     | Svizzera | 2   | 1       | 2      | 5      |
| 3.     | Francia  | 1   | 1       | 1      | 3      |
| 4.     | Polonia  | 1   | 0       | 1      | 2      |
| 5.     | Russia   | 0   | 4       | 1      | 5      |
| 6.     | Germania | 0   | 0       | 1      | 1      |
| Totale | Totale   | 7   | 7       | 7      | 21     |